# Línea Varsovia-Viena

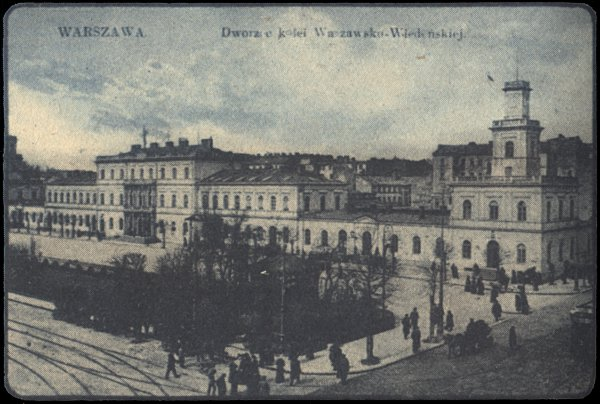
El ferrocarril de Varsovia a Viena

El ferrocarril de Varsovia a Viena (Kolej Warszawsko-Wiedeńska en polaco y Warschau-Wiener Eisenbahn en alemán) es una línea ferroviaria que conecta la capital de Polonia con la de Austria. El sistema ferroviario fue construido por el Zarato de Polonia (entonces parte del Imperio Ruso) desde 1845 hasta 1912 cuando fue nacionalizado por el gobierno ruso. 
La línea está formada por 327,6 km de vías desde la estación de Granica (actualmente Maczki) hasta la frontera con el Imperio Austrohúngaro. La línea realiza enlaces con los Ferrocarriles Federales Austriacos lo que permite enlazar con Viena.
A diferencia del ancho de vía estándar del Imperio Ruso de 1.435 m, la línea cumple el estándar europeo con 1.524 m. La diferencia de ancho hace que los ferrocarriles polacos sean separados de los Ferrocarriles Rusos